# Hi-Rez Studios
Hi-Rez Studios — незалежна приватна американська відеоігрова компанія. Компанія була заснована в 2005 році Ерезом Ґореном та Тоддом Гаррісом. Ігри Hii-Rez Studios включають в себе командні шутери Global Agenda, визнана критиками Tribes: Ascend, гра з видом від третього лиця Smite, шутер Paladins: Champions of the Realm і шутер від третього лиця Rogue Company. У 2012 році Hi-Rez Studios була визнана найкращим розробником відеоігор за версією Game Developer Magazine та Gamasutra. Hi-Rez в даний час є власниками ліцензії Metaltech, в тому числі Battledrome, Earthsiege, Starsiege, серії CyberStorm, і серії Tribes. За винятком Battledrome і CyberStorm, ігри були випущені як безкоштовне програмне забезпечення з допомогою Hi-Rez 30 жовтня 2015 року.